# Kyrkjebø
Kyrkjebø is een plaats in de Noorse gemeente Høyanger, provincie Vestland. Kyrkjebø telt 265 inwoners (2007) en heeft een oppervlakte van 0,38 km². Tussen 1858 en 1964 was het tevens een zelfstandige gemeente in de toenmalige provincie Sogn og Fjordane.